# Augusto Mastripietri
Augusto Mastripietri (Firenze, 16 giugno 1846 – Firenze, 8 luglio 1930) è stato un attore italiano del cinema muto.
Tra le sue interpretazioni, quella di Geppetto nel primo film dedicato a Pinocchio nella storia del cinema.

## Filmografia
- L'amorino, regia di Mario Caserini - cortometraggio (1910)
- Pinocchio, regia di Giulio Antamoro (1911)
- La suonatrice ambulante (Suonatori ambulanti), regia di Giulio Antamoro - cortometraggio (1912)
- Più che la morte - cortometraggio (1912)
- Gaspare - cortometraggio (1912)
- Accidenti al cappello - cortometraggio (1912)
- Lo spione, regia di Mario Caserini - cortometraggio (1912)
- Altruismo - cortometraggio (1912)
- In pasto ai leoni, regia di Enrique Santos - cortometraggio (1912)
- Malìa (1912)
- Cuore di sorella - cortometraggio (1912)
- Nella terra che divampa, regia di Enrico Guazzoni - cortometraggio (1912)
- Tra moglie e marito, regia di Gustavo Serena - cortometraggio (1912)
- Polizia moderna - cortometraggio (1912)
- La zia Bettina - cortometraggio (1912)
- Ella non seppe mai... - cortometraggio (1912)
- Cuore d'acciaio - cortometraggio (1912)
- Il tesoro di Fonteasciutta - cortometraggio (1913)
- Sua cognata, regia di Enrico Guazzoni - cortometraggio (1913)
- Quo vadis?, regia di Enrico Guazzoni (1913)
- Zuma, regia di Baldassarre Negroni - cortometraggio (1913)
- Un segreto di Stato - cortometraggio (1913)
- L'uomo misterioso - cortometraggio (1913)
- Il banchiere - cortometraggio (1913)
- Il veleno delle parole, regia di Baldassarre Negroni - cortometraggio (1913)
- Il romanzo, regia di Nino Martoglio - cortometraggio (1913)
- Il siero del dottor Kean - cortometraggio 1913)
- Contrasto - cortometraggio (1913)
- I contrabbandieri di Bell'Orrido - cortometraggio (1913)
- Il Natale del marinaio - cortometraggio (1913)
- Il dono di nozze - cortometraggio (1913)
- Retaggio d'odio, regia di Nino Oxilia (1914)
- L'ospite di mezzanotte - cortometraggio (1914)
- Il segreto del pazzo, regia di Enrique Santos - cortometraggio (1914)
- Madame Coralie & C. (1914)
- L'Italia s'è desta (I fratelli Bandiera) (1914)
- Gaio Giulio Cesare, regia di Enrico Guazzoni (1914)
- Senza colpa!, regia di Carmine Gallone (1915)
- Le insidie del sotterraneo, regia di Enrique Santos - cortometraggio (1915)
- Sotto le tombe, regia di Carmine Gallone (1915)
- Il forzato n. 113 - cortometraggio (1915)
- Avatar, regia di Carmine Gallone (1916)
- Christus, regia di Giulio Antamoro (1916)
- Primo ed ultimo bacio, regia di Gennaro Righelli (1916)
- Amica, regia di Enrico Guazzoni (1916)
- L'impronta della piccola mano, regia di Enrique Santos (1916)
- Malombra, regia di Carmine Gallone (1917)
- Jack cuor di leone, regia di Enrique Santos (1917)
- Il segreto di Jack, regia di Enrique Santos (1917)
- Fabiola, regia di Enrico Guazzoni (1918)
- Il gioiello di Khama, regia di Amleto Palermi (1918)
- L'attentato, regia di Enrique Santos (1918)
- Il dramma di una stirpe, regia di Amleto Palermi (1918)
- La preda, regia di Enrique Santos (1919)
- Il castello del diavolo, regia di Mario Caserini (1919)
- La casa in rovina, regia di Amleto Palermi (1920)
- Il fallimento di Satana, regia di Eugenio Perego (1920)
- Giovanna I d'Angiò, regina di Napoli, regia di Gemma Bellincioni (1920)
- La Sacra Bibbia, regia di Pier Antonio Gariazzo (1920)
- Un viaggio verso la morte, regia di Gino Zaccaria (1920)
- Luci rosse, regia di Mario Gargiulo (1920)
- La maschera della colpa, regia di Giovanni Enrico Vidali (1921)
- Pulcinella, regia di Mario Gargiulo (1922)
- Messalina, regia di Enrico Guazzoni (1923)
- Fior di levante, regia di Roberto Roberti (1925)